# Червена скатия
Червената скатия (Spinus cucullata) е вид птица от семейство Чинкови (Fringillidae). Видът е застрашен от изчезване.

## Разпространение и местообитание
Разпространен е във Венецуела, Гвиана и Колумбия.